# Hellelands kommun
Hellelands kommun (norska: Helleland kommune) var en kommun i Rogaland fylke i sydvästra Norge. Kommunen omfattade ett område i den östra delen av nuvarande Eigersunds kommun. Byn Helleland utgjorde kommunens centralort.

## Administrativ historik
Hellelands kommun upprättades den 1 januari 1838 (som Helleland formannskapsdistrikt) när Formannskapslovene från 1837 trädde i kraft.
Den 1 januari 1965 gick Hellelands kommun, tillsammans med Egersunds kommun och en del av Heskestads kommun, upp i Eigersunds kommun. Kommunens hade då 851 invånare.